# Allogonia induta
Allogonia induta är en insektsart som beskrevs av Fowler 1900. Allogonia induta ingår i släktet Allogonia och familjen dvärgstritar. Inga underarter finns listade i Catalogue of Life.